# 瓦尔泰尔·弗雷尔-奥尔邦
于贝尔·约瑟夫·瓦尔泰尔·弗雷尔-奥尔邦（法語：Hubert Joseph Walthère Frère-Orban，法語發音：[ybɛʁ ʒozɛf waltɛʁ fʁɛʁ ɔʁbɑ̃]；1812年4月22日—1896年1月2日），比利时政治家，自由党改革派首领，两次出任首相（1868—1870，1878—1884）。

## 生平
早年在列日操律师业，鼓吹自由贸易，在自由主义运动中做出卓越贡献。1847年选入比利时众议院。1848—1894年为下议院自由党领袖。1948—1852年任财政大臣时，曾创办国家银行，废除报纸税，降低邮资，坚决实行自由贸易政策。为了促进新的贸易条约的谈判，他对法国的让步引起人们极大的不满，因而辞职。1857年再任财政大臣，废除了地方进口税和国道通行税。1868年任首相后，挫败法国控制卢森堡铁路的企图。第二次担任首席期间，因建立世俗初等教育制（1879年）和与教宗國断绝外交关系（1880年）。曾引起天主教党的强烈反对。1884年他的政府垮台后，继续领导在野的自由党直至1894年。1896年1月2日在布鲁塞尔去世，葬于其出生地列日的罗贝蒙陵园（Robermont）。